# Reloj Mundial de Jens Olsen

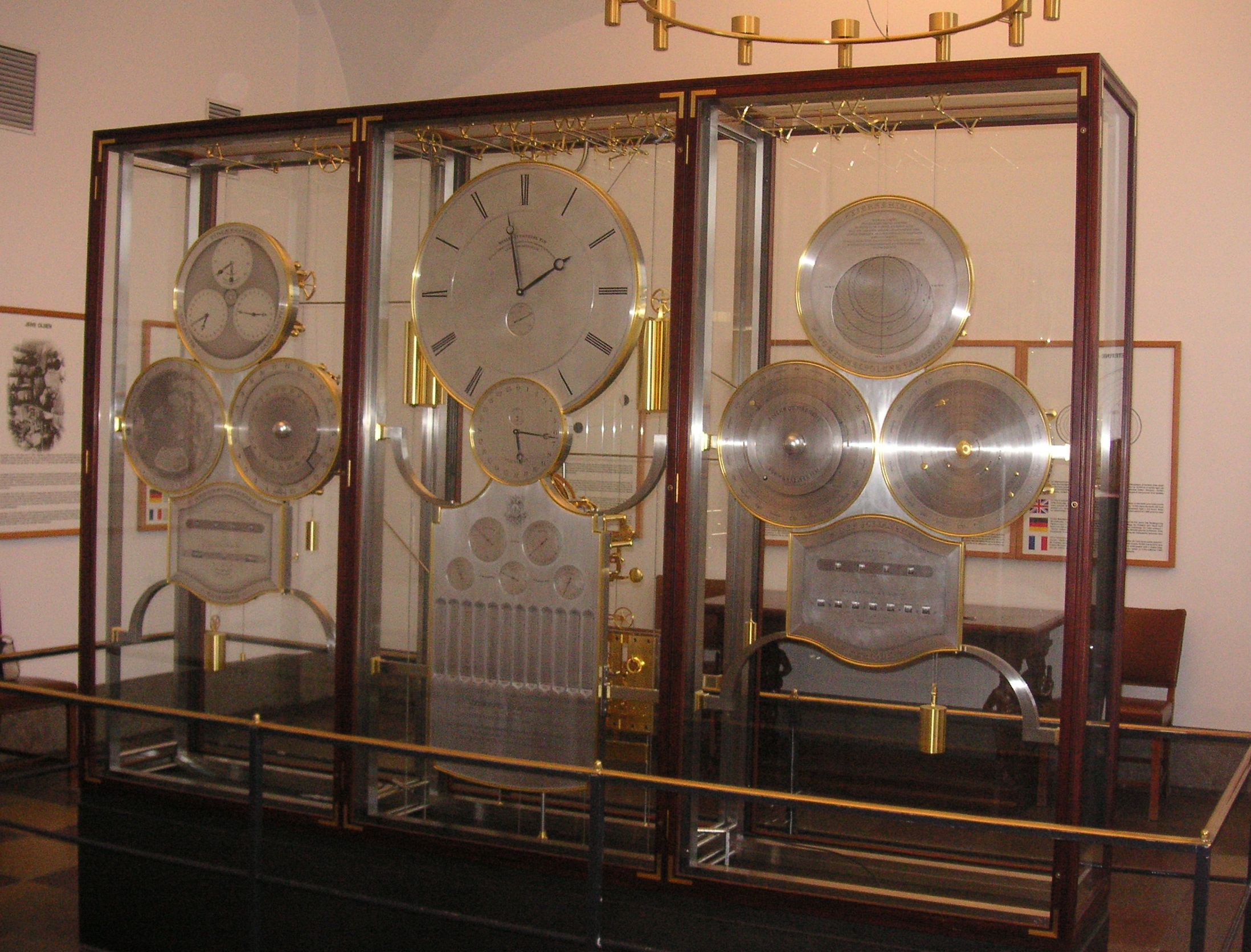
Frente del Reloj Mundial de Jens Olsen

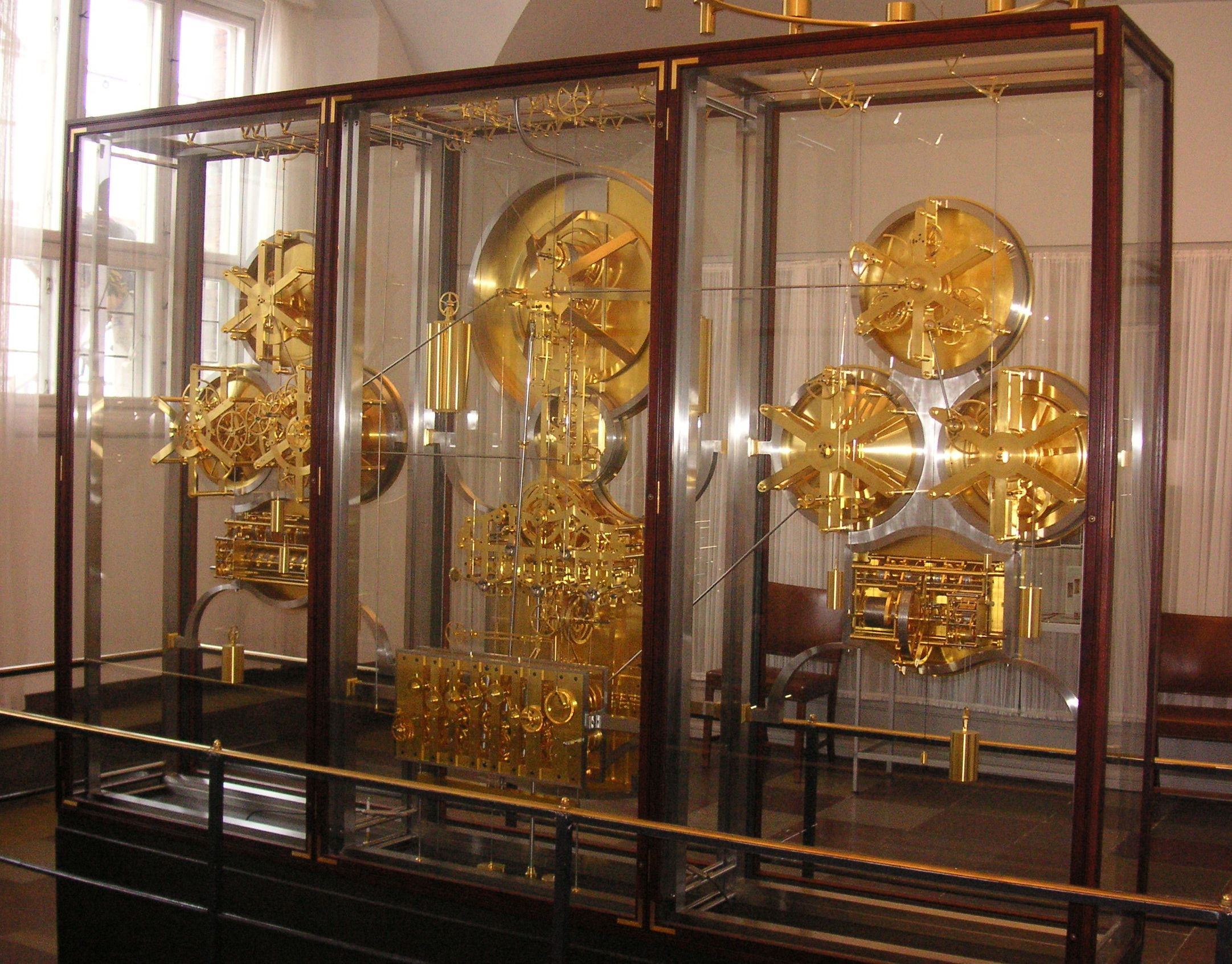
Parte posterior del reloj

El Reloj Mundial de Jens Olsen (nombre original en danés: Verdensur) es un complejo reloj astronómico, exhibido en el Ayuntamiento de la Ciudad de Copenhague. Se puso en marcha en 1955.

## Historia
El reloj fue diseñado y calculado por Jens Olsen, un cerrajero reconvertido en relojero, que participó en el inicio de la construcción del reloj, pero que murió en 1945, diez años antes de que se completase.
El reloj consta de 12 movimientos, integrados en un complejo sistema de 15.448 piezas. El reloj es mecánico y se le debe dar cuerda una vez a la semana. Muestra los eclipses lunares y solares, las posiciones de los cuerpos estelares, e incluye un calendario perpetuo además de la hora. En la esfera más rápida se completa una revolución cada diez segundos, y en la más lenta cada 25.753 años.
Los cálculos del reloj fueron supervisados a partir de 1928 por el profesor de astronomía Elis Strömgren. Los planos del reloj se dibujaron entre 1934 y 1936, y la producción real del reloj tuvo lugar entre 1943 y 1955. El reloj fue puesto en marcha el 15 de diciembre de 1955 por el rey Federico IX de Dinamarca y por el nieto más joven de Jens Olsen, Birgit.

## Lecturas relacionadas
- Otto Mortensen Jens Olsen's Clock: A Technical Description Technological Institute, Copenhague, 1957.